# Melindrosa

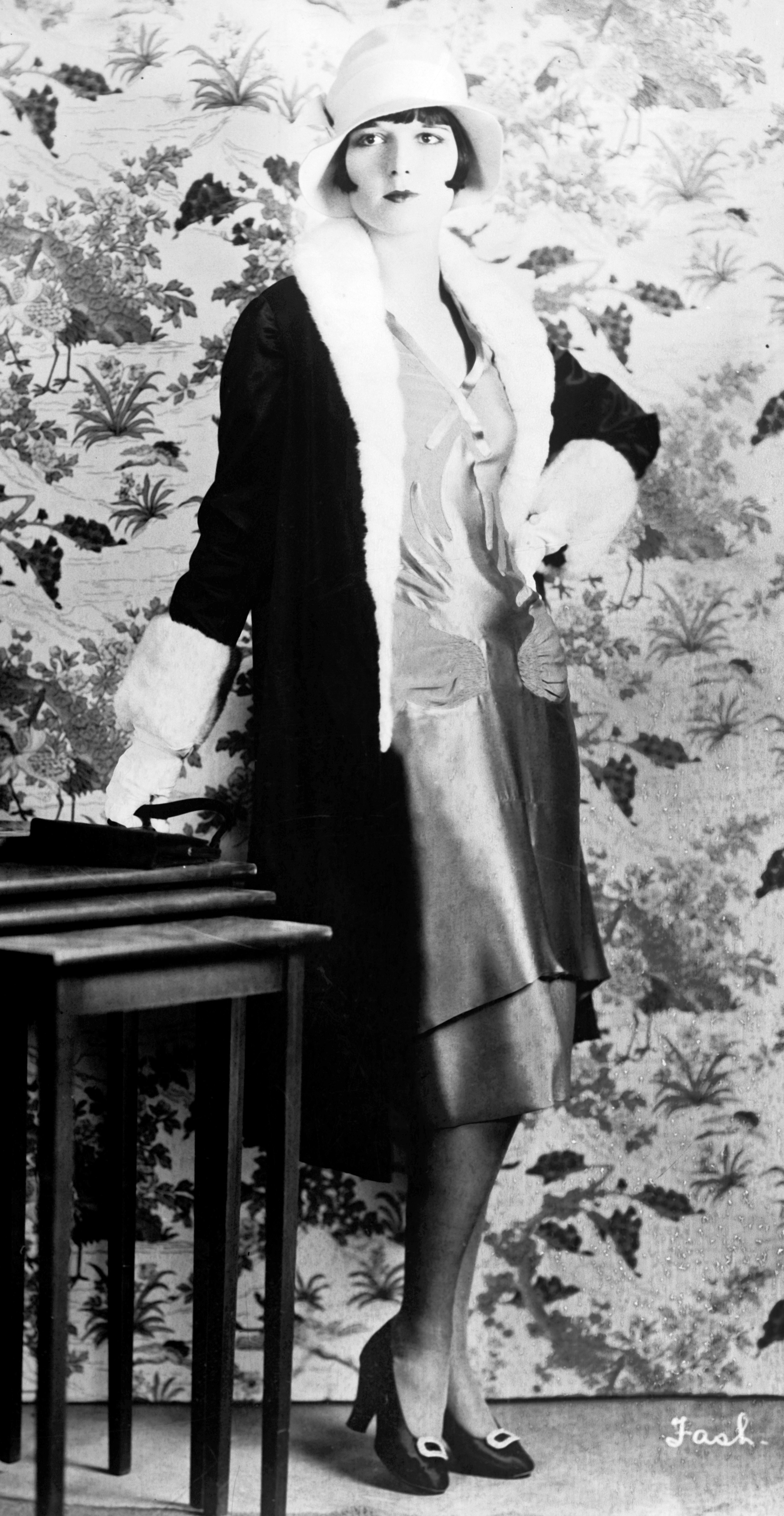
A atriz Louise Brooks (um dos ícones da época) em 1927.

Melindrosa é um termo típico dos anos 1920 usado para se referir ao novo estilo de vida das mulheres jovens, que usavam saias curtas, aboliram o espartilho, cortavam seus cabelos curtos (popularmente conhecidos como à la garçonne ou bob cut, hoje também como corte chanel), ouviam e dançavam provocativamente o jazz e o charleston e desacatavam a tradicional conduta feminina. Nos países de língua francesa e em outros países como Portugal, eram conhecidas como as garçonnes, nos de língua inglesa, como flappers, e melindrosas mais usada no Brasil. Usavam das brincadeiras com homens um estilo de vida, até então abominada como bons modos para as mulheres.
As melindrosas eram constantemente vistas como impetuosas por usar maquiagem excessivamente, beber, tratar o sexo como algo casual, fumar e dirigir, ou seja, fazer tudo que fosse tido como um desafio as normas radicais e limitadoras de outrora. As melindrosas tiveram suas origens em um período de liberalismo econômico, conhecido como os "anos loucos". A turbulência social, a política e o aumento dos intercâmbios culturais através de viagens transatlânticas que seguiu-se ao final da Primeira Guerra Mundial, assim como a exportação do jazz à Europa, difundiram essa moda.
A mais notória melindrosa brasileira seria a personagem Lu de "Memórias de um Gigolô", criada pelo escritor paulista Marcos Rey em 1968. A "Betty Boop", personagem de desenhos tida como melindrosa, faz muito sucesso no Brasil. Cartazes de cervejas e refrigerantes nos anos 20 e 30 abusaram dessa ideia.

## Etimologia

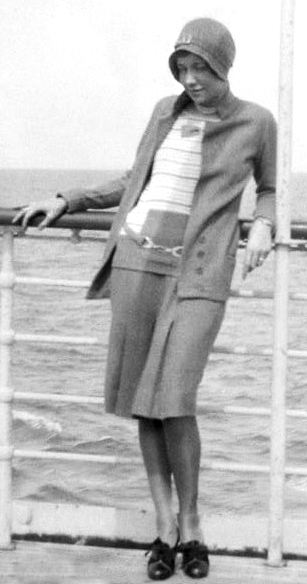
Melindrosa a bordo de um navio (1929).

### Melindrosa
Foi dado esse termo, pois vem da palavra melindre, algo que causa constrangimento, vergonha ou até mesmo alguém que se mágoa com facilidade, que no caso referia-se às mulheres que possuíam maneiras afetadas e que estavam sempre seguindo as tendências da moda. Mulheres que queriam revolucionar com seus trajes e trejeitos.

### Garçonne
O nome feminino garçonne provem de garçon (''menino'' em francês), foi introduzido no século XIII, no sentido de ''mulher volúvel'', mas séria apenas como um hápax. Reaparece em 1880 nos escritos de Joris-Karl Huysmans para designar uma ''jovem com características de moçoilo'', que é comparado em português com o termo maria-rapaz.
O termo, em seguida, torna-se sinônimo de mulher emancipada: independente e ativa, livre para se movimentar - ela sai, dança, fuma, tem práticas de desporto ao ar livre, dirige um carro, viaja sozinha - Ela mostra a normalidade de se relacionar fora do casamento, até sua homossexualidade ou bissexualidade, ou viver um relacionamento aberto.
É em Paris que começa a surgir a aparência melindrosa, sob o impulso de Coco Chanel em particular.

### Flapper
A gíria "flapper", que descreve uma jovem moça, começou a ser usada na Inglaterra, embora ainda existam dúvidas quanto à sua real origem. Pode, supostamente, fazer referência a um jovem pássaro batendo (flapping) as asas enquanto aprende a voar. No entanto, pode derivar ou de um uso anterior no norte da Inglaterra que significa "adolescente", referindo-se as meninas cujas tranças batiam (flapped) em costas e que usavam saias ao redor dos joelhos até os quinze anos, quando teriam que usar vestidos e amarrar o cabelo em um coque, ou de uma palavra mais antiga que significa "prostituta". A gíria "flap" foi usada para designar jovens prostitutas já em 1631. Na década de 1890, a palavra "flapper" estava emergindo na Inglaterra como gíria popular, tanto para uma jovem prostituta, quanto em um sentido mais geral - e menos depreciativo - para qualquer adolescente animada.
A palavra apareceu impressa pela primeira vez em 1903 no Reino Unido e 1904 nos Estados Unidos, quando o romancista Desmond Coke usou isso em sua história de vida na Universidade de Oxford, Sandford of Merton: "There's a stunning flapper" ("Há uma melindrosa deslumbrante"). Em 1907, o ator britânico George Graves explicou a palavra aos americanos, dizendo que era uma gíria teatral para jovens artistas acrobáticas femininas. A flapper também era conhecida como uma dançarina, que movia os braços como um pássaro batendo as asas enquanto dançava o Charleston. Isto tornou-se um movimento de dança bastante competitivo durante esta era.
"Americanos e esses afortunados ingleses cujo dinheiro e status lhes permitem usar livremente gírias... como o assunto desse texto, a 'melindrosa'. A adequação deste termo não me leva a admiração dos incríveis poderes de enriquecer a nossa língua, que os americanos reconhecem modestamente que possuem... [e] de fato, mal mereceria a honra de um momento de minha atenção, mas pelo fato de procurar em vão qualquer outra expressão que se entenda significar aquela importante jovem, a virgem de cerca de dezesseis anos."
O esboço é de uma garota com uma saia comprida, "que tem a cintura bastante alta e esguia, ... um pouco sem vida, sua simplicidade é aliviada por uma faixa amarrada de forma descuidada em torno da saia".
Em novembro de 1910, a palavra era popular o suficiente para A. E. James começar uma série de histórias na London Magazine, com as desventuras de uma linda garota de quinze anos, intitulada "Her Majesty the Flapper". Em 1911, uma critica do jornal indica que a "melindrosa" maliciosa e coquete era uma estabelecida peça de teatro.
Em 1912, o empresário teatral londrino John Tiller, que definiu a palavra numa entrevista que deu ao The New York Times, descreveu uma "melindrosa" como pertencente a uma faixa etária um pouco mais velha, uma menina que "acabou de sair". O uso de Tiller na frase "sair" significa "para fazer uma entrada formal na 'sociedade' alcançando a feminilidade". Na sociedade educada na época, uma adolescente que não "saiu" ainda seria classificada como uma criança. Esperava-se que ela mantivesse um perfil discreto em ocasiões sociais e não devesse ser objeto de atenção masculina. Embora a palavra ainda fosse amplamente entendida como referindo-se as adolescentes de espírito livre da Grã-Bretanha, estava sendo estendida para descrever qualquer mulher impetuosa e imatura. No final de 1914, a revista britânica Vanity Fair informou que a "melindrosa" estava começando a desaparecer na Inglaterra, sendo substituído pelas chamadas "Little Creatures".

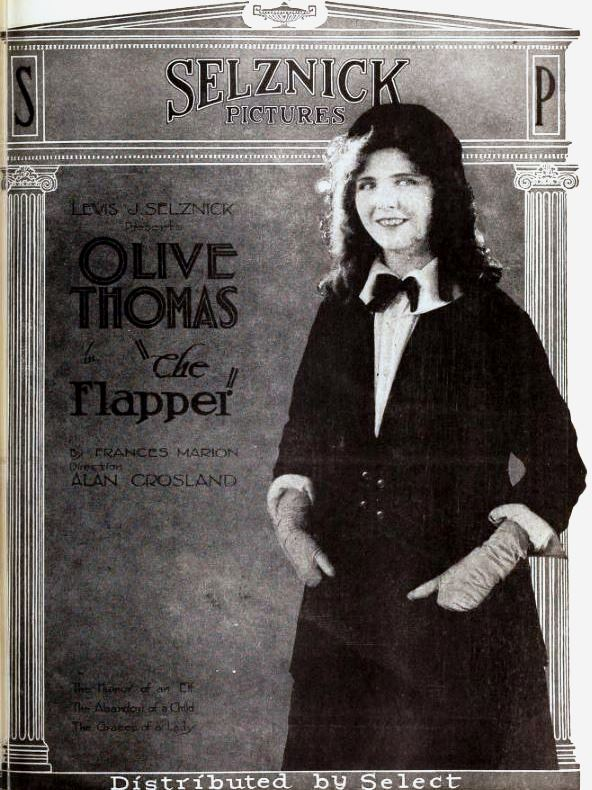
Um anúncio do filme mudo The Flapper (1920), com Olive Thomas.

No entanto, o uso da palavra aumentou durante a Primeira Guerra Mundial, talvez devido ao visível surgimento de mulheres jovens na força de trabalho, para suprir o lugar de homens ausentes; um artigo do Times sobre o problema de encontrar empregos para mulheres desempregadas pelo retorno da força de trabalho masculina é intitulado "The Flapper's Future". Sob essa influência, o significado do termo mudou um pouco, mudando para "jovens mulheres independentes, vulgares e loucas".
Em sua palestra, realizada em fevereiro de 1920, sobre o excesso de mulheres jovens na Grã-Bretanha causada pela perda de homens jovens durante a guerra, o Dr. R. Murray-Leslie criticou: "o tipo borboleta social ... a frívola, seminua, flapper do jazz, irresponsável e indisciplinada, a quem uma dança, um chapéu novo ou um homem com um carro eram mais importantes do que o destino das nações". Em maio daquele ano, Selznick Pictures lançou The Flapper, um filme de comédia mudo estrelado por Olive Thomas. Foi o primeiro filme nos Estados Unidos a retratar o estilo de vida "flapper". Naquela época, o termo tinha assumido o significado completo do estilo e das atitudes de geração flapper.
O uso do termo coincidiu com a moda entre as adolescentes dos Estados Unidos no início da década de 1920 de usar galochas desafiveladas, e uma generalizada etimologia falsa afirmou que elas eram chamados de "flappers" porque as fivelas batiam (flapped) quando caminhavam. Outra sugestão para a origem do termo, em relação à moda, vem de uma tendência da moda dos anos 20, na qual as mulheres jovens deixavam seu sobretudo desabotoado para permitir que ele se movesse (flap) de um lado para o outro enquanto caminhavam, aparentando mais independência e liberdade, diferente do apertado e sufocante vestuário Vitoriano da época passada.
Em meados da década de 1930, na Grã-Bretanha, embora ainda ocasionalmente usada, a palavra "flapper" se associara ao passado. Em 1936, um jornalista do Times agrupou-o, junto com termos como "blotto" (bêbado), como uma gíria desatualizada: "(blotto) evoca um eco distante de alegria de rags e flappers ... Isto recorda um passado que ainda não é um 'período'".